# We’re All to Blame
We’re All to Blame – pierwszy singel Sum 41 z albumu Chuck, wydany w 2004 za pośrednictwem Island Records. Sam zespół zadeklarował, że utwór opowiada o obecnym stanie świata, który skupia się obecnie na wojnach, śmierci ludzi, strachu i sile organizacji komercyjnych.
Utwór jest jednym z najlepiej przyjętych przez krytykę singli Sum 41. Piosenka została napisana po wyjeździe zespołu do Konga, napisano ją jako ostatnią – utwór zastąpił na płycie piosenkę "Noots", która pierwotnie miała pojawić się na albumie.
Utwór został wykorzystany w 2004 w filmie Godzilla: Ostatnia wojna. W amerykańskiej wersji filmu utwór jest odtwarzany w trakcie pokazywania napisów otwierających.

## Teledysk
Wideo jest parodią serialu musicalowego Solid Gold i przedstawia tancerzy z serialu. Pod koniec teledysku komentator filmu zapowiada występ zespołu Pain for Pleasure (zespół założony przez Whibleya i McCaslina). Reżyserem teledysku był Marc Klasfeld. Teledysk nie jest popularny wśród fanów Sum 41, którzy w większości twierdzą, że jest mało poważny, żartobliwy otacza poważną piosenkę.

## Spis utworów
1. We’re All to Blame
2. Noots